# 夸氏斯坦達脂鯉
誇氏斯坦達脂鯉（学名：Steindachnerina quasimodoi），為輻鰭魚綱脂鯉目脂鯉亞目無齒脂鯉科的其中一個種，分布於南美洲亞馬遜河西部流域，體長可達12.3公分，棲息在底中層水域，生活習性不明。